# Ford Fiesta VII
Pour un article plus général, voir Ford Fiesta.
La Ford Fiesta VII de septième génération est une citadine produite par le constructeur automobile américain Ford depuis 2017. Dévoilée officiellement le 29 novembre 2016, elle est commercialisée sur plusieurs marchés dans le monde (Europe, Brésil, Inde, Afrique du Sud, etc.). Elle succède à la sixième génération de Ford Fiesta produite de 2008 à 2017.
La Ford Fiesta Mk7 est restylée au début de l'année 2022. Ford annonce en mars la fin de la Fiesta 3 portes. Fin octobre 2022, Ford révèle que la production de la Fiesta s'arrêtera prématurément, avant l'été 2023.

## Présentation
La Ford Fiesta de septième génération est dévoilée officiellement le 29 novembre 2016 à Cologne, en Allemagne, où elle sera produite. Les quatre variantes de cette citadine sont dévoilées en même temps : la citadine "classique" en 3 et 5 portes (la finition présentée pour la première fois est la Titanium), la version haut de gamme Vignale, la version à ambiance sportive ST-Line et la version baroudeuse Active. Quelques éléments esthétiques, principalement, permettent de différencier chacune de ces versions. La version sportive ST sera dévoilée quelques mois plus tard.
Cette septième génération de Fiesta évolue par rapport à sa devancière, plutôt que de révolutionner son design : le capot perd quatre nervures, la calandre hexagonale se raccourcit, les projecteurs sont plus arrondis et les feux arrière deviennent horizontaux. Cela a pour effet d'élargir visuellement la citadine et d'optimiser l'ouverture du coffre[réf. nécessaire].
La citadine affiche une volonté de montée en gamme. L'écran tactile est agrandi par rapport à la précédente Fiesta, et des commandes vocales apparaissent. La Fiesta se pare aussi d'un système multimédia connecté Sync 3. Enfin, il s'agit de la première Ford à adopter le système audio Bang & Olufsen Play en haut de gamme.
Lors de son lancement, la Fiesta seconde sa petite sœur de gamme la Ka+, qui ne mesure que 11 centimètres de moins qu'elle (3,93 contre 4,04 m de long). La Ka+ terminera sa production durant l'année 2019.

Ford Fiesta MkVII Phase 1 (2017-2021)
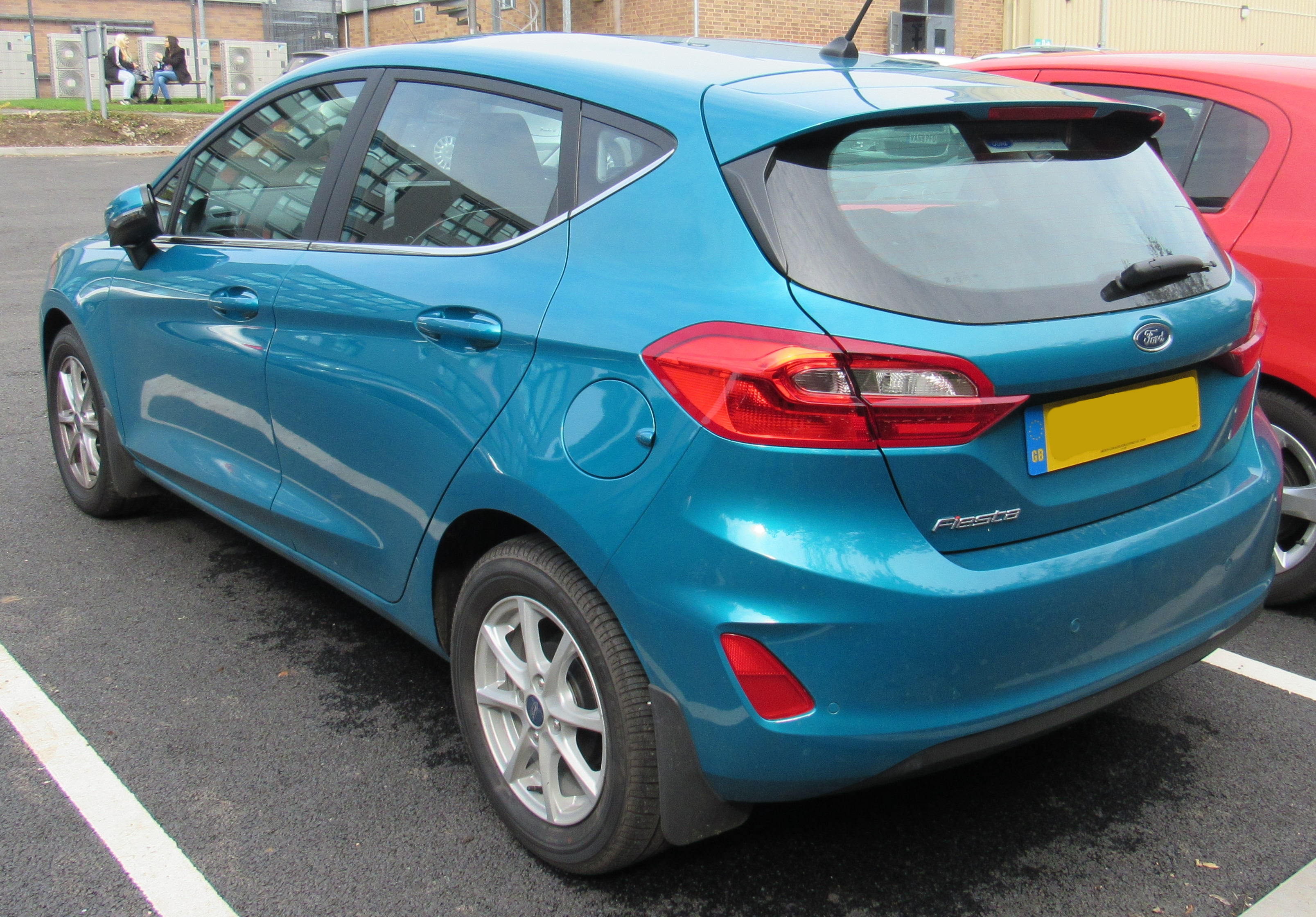
5 portes
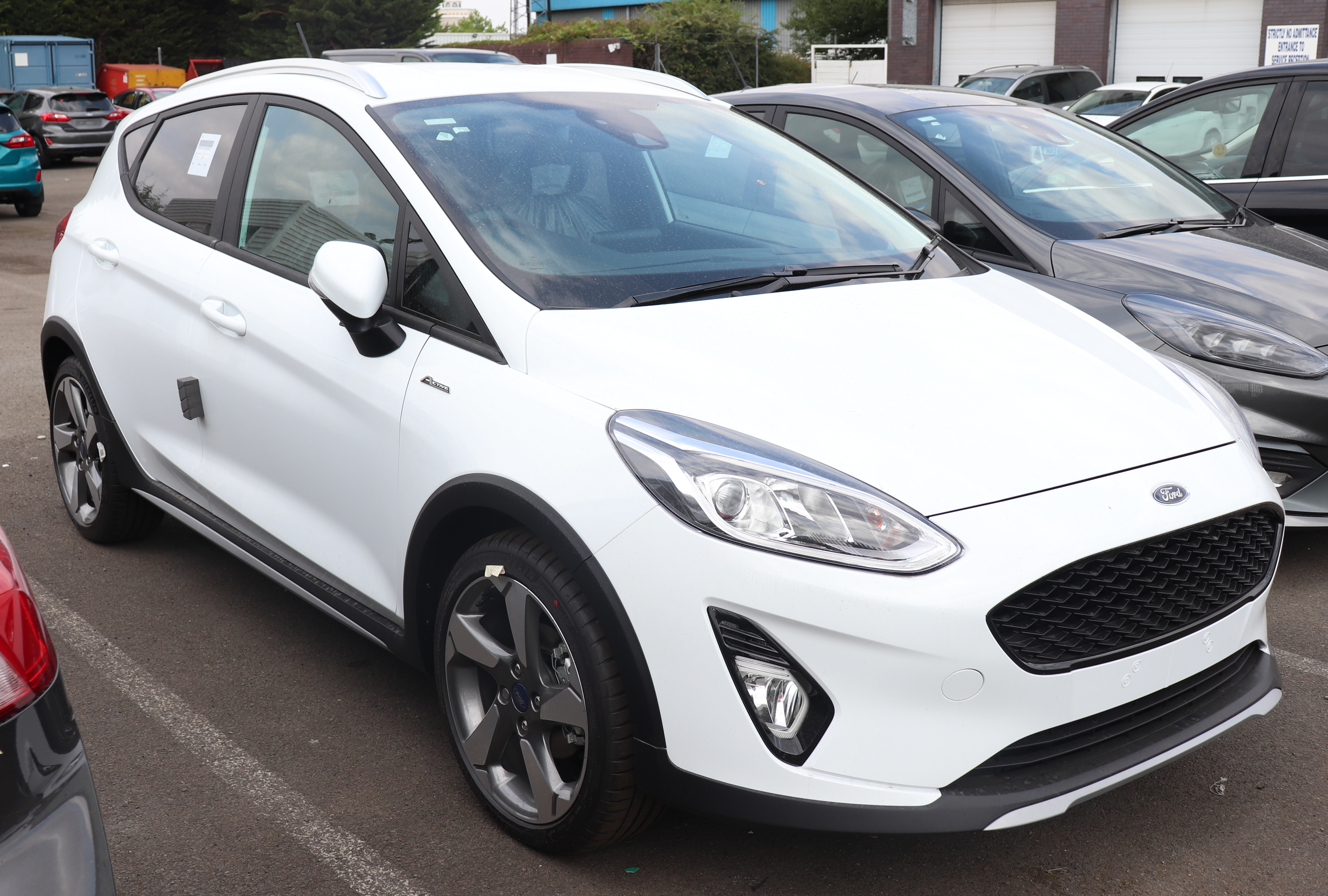
Active (avant)
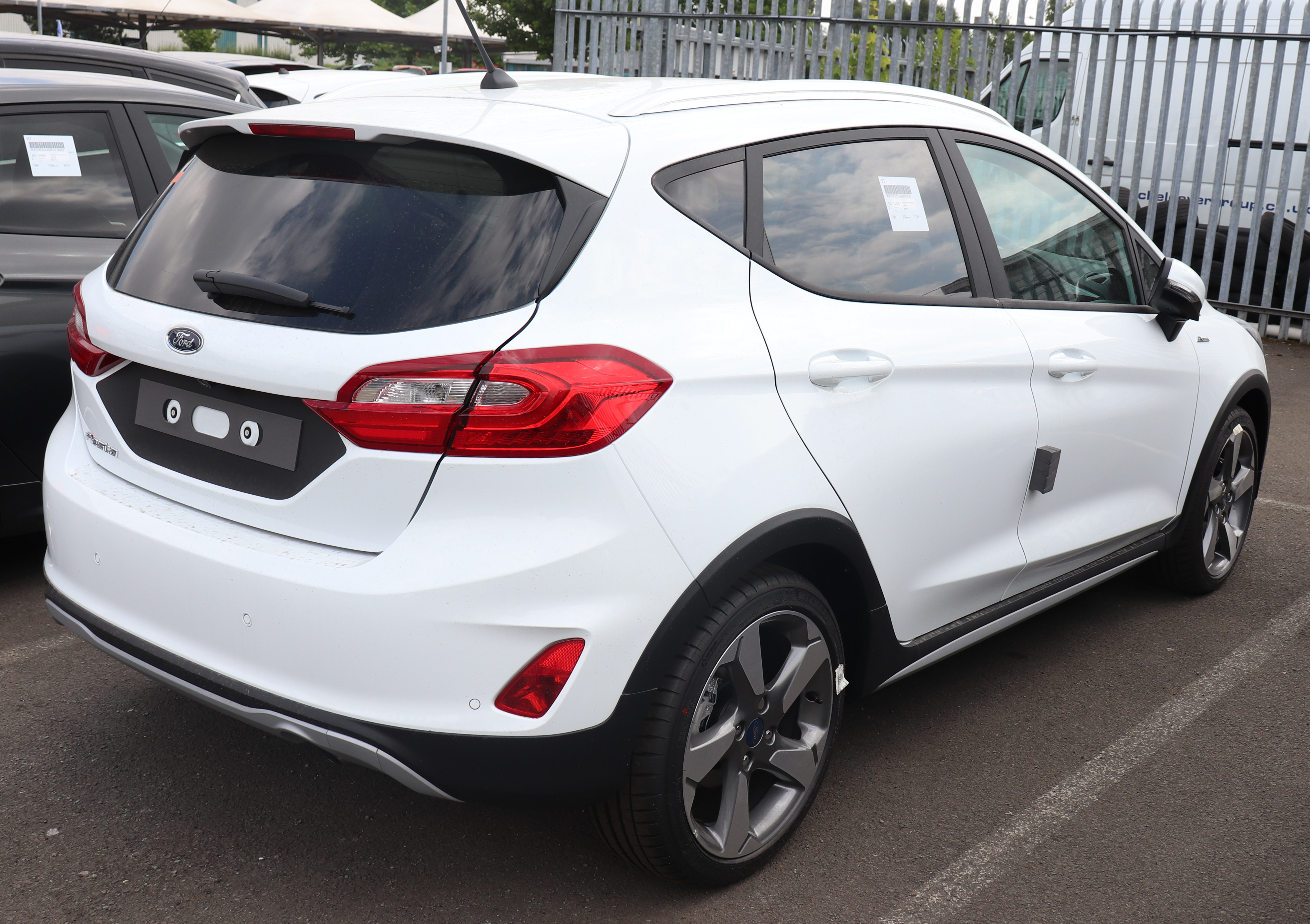
Active (arrière)
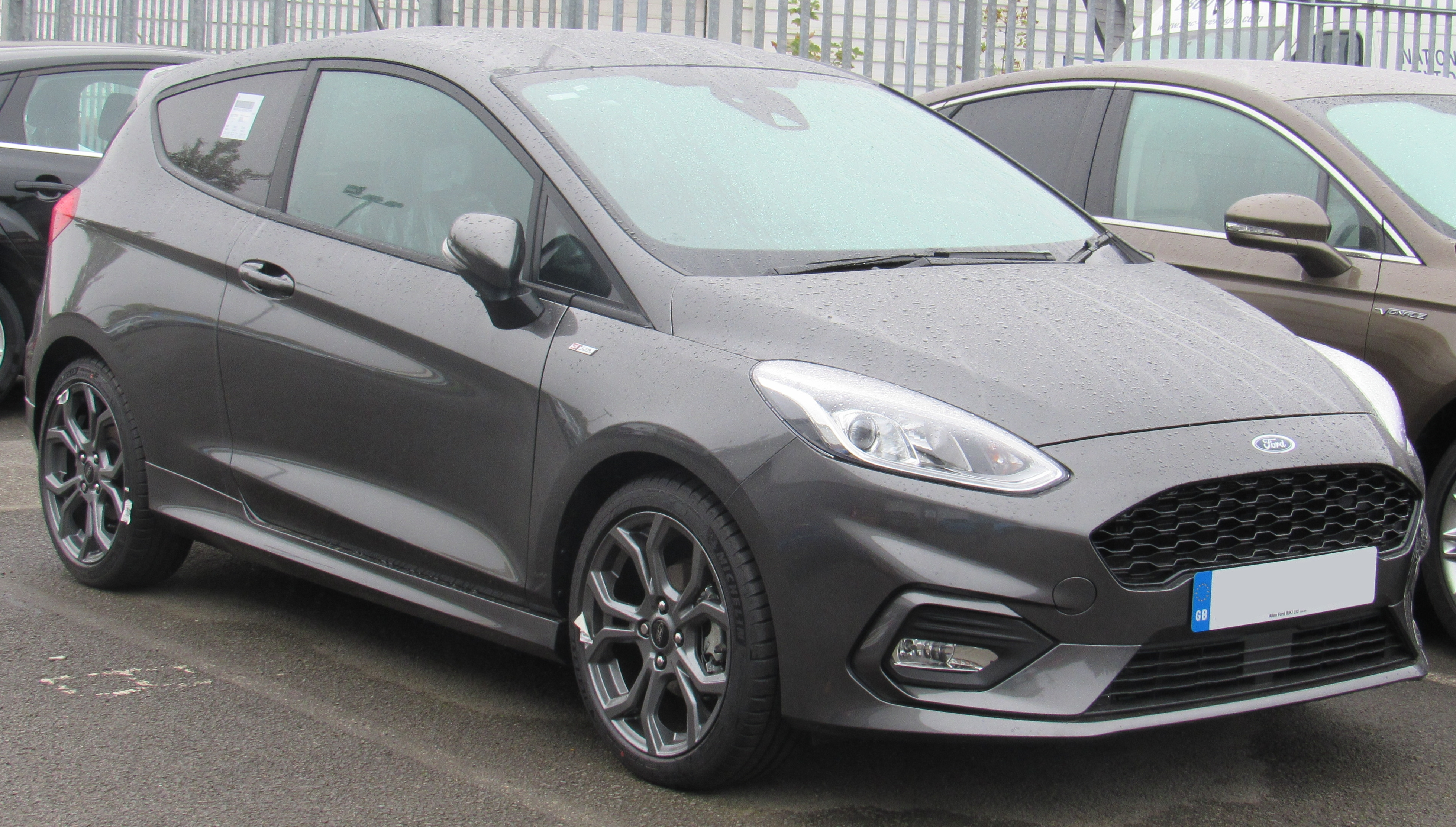
3 portes ST-Line
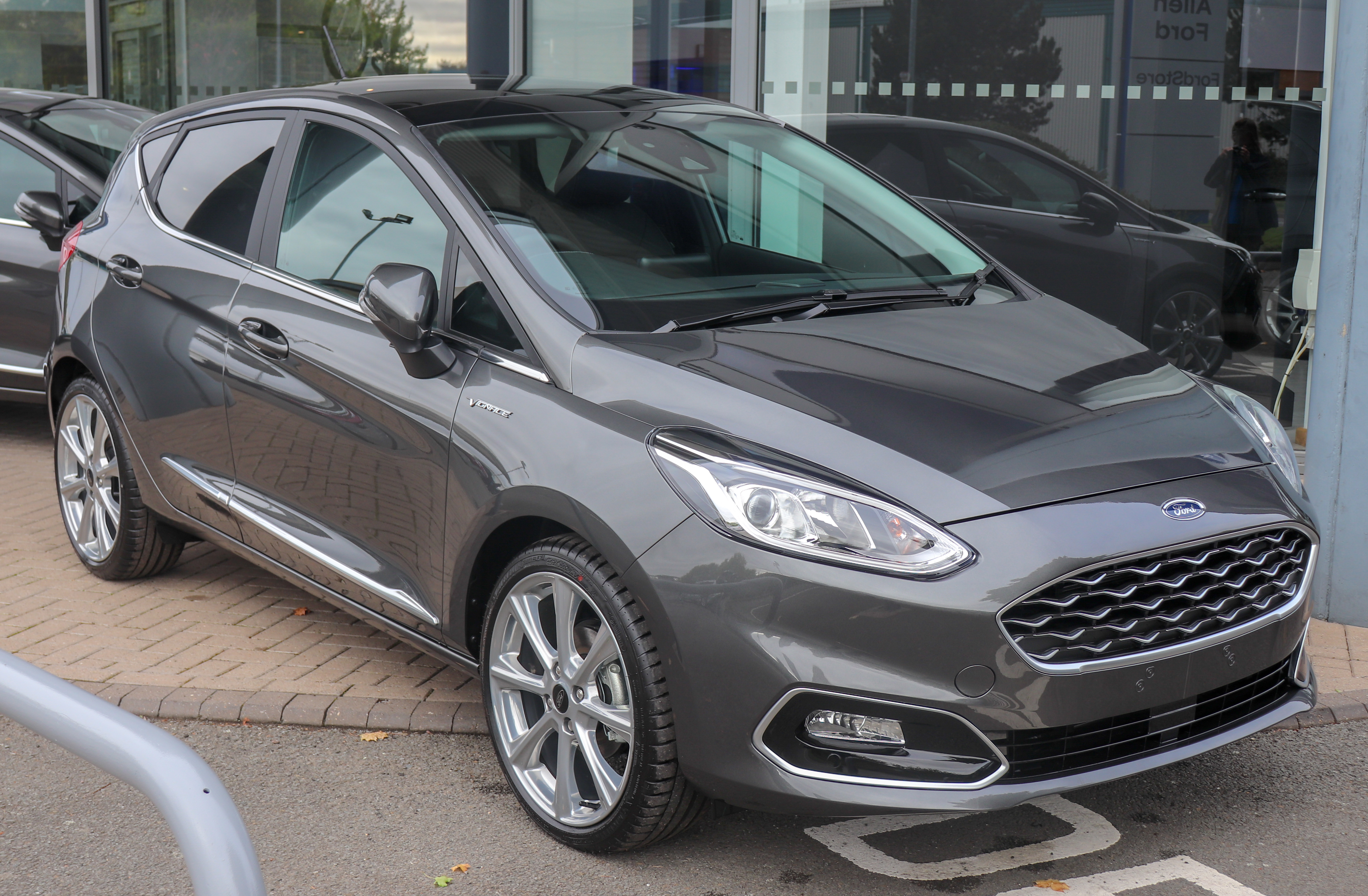
Vignale (avant)
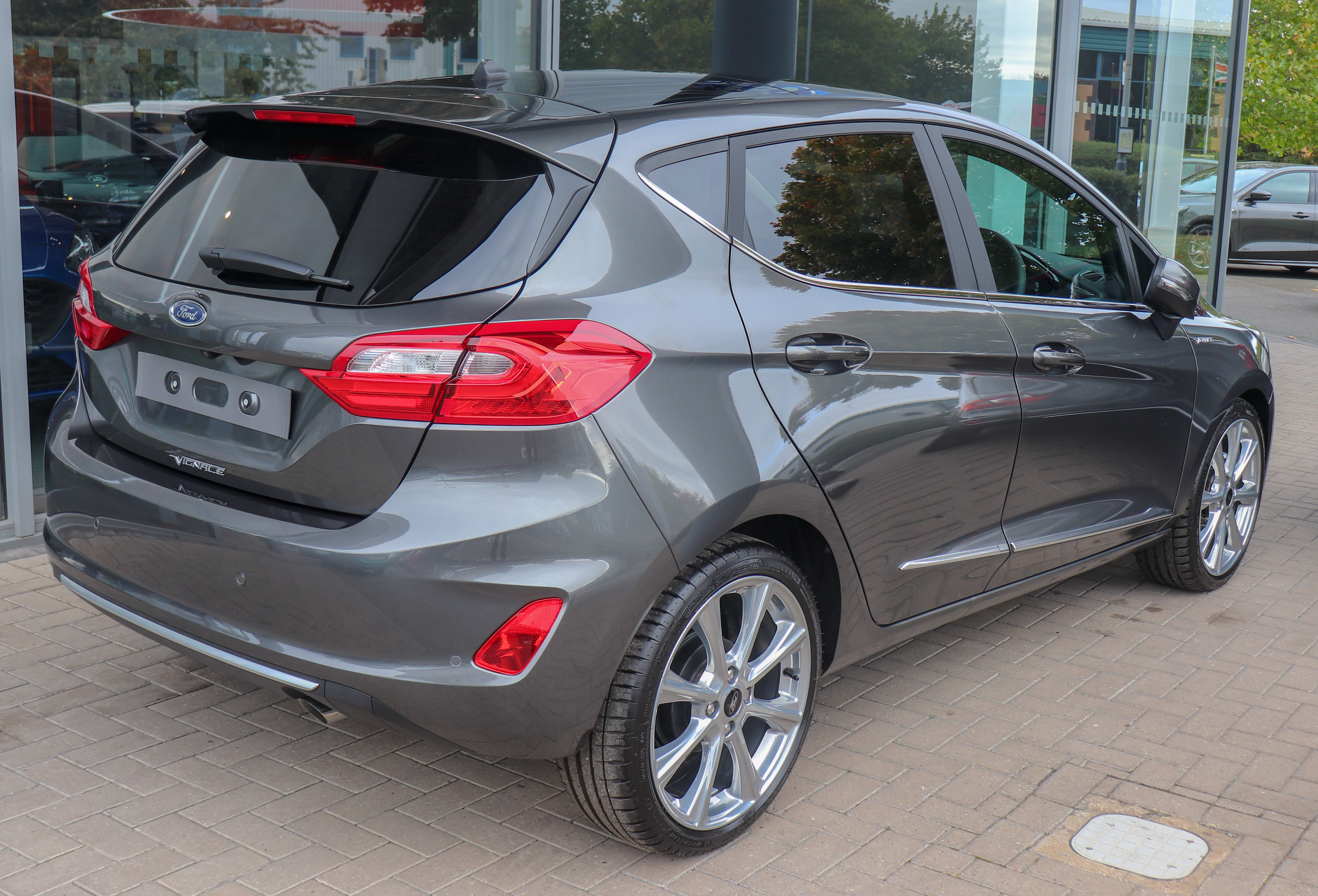
Vignale (arrière)

### Phase 2
La version restylée de la Fiesta VII est dévoilée le 16 septembre 2021 pour une commercialisation début 2022.
La Fiesta s'offre une nouvelle calandre agrandie avec le logo au centre, et un écran numérique de 12,3 pouces sur le tableau de bord. Les versions diesel disparaissent du catalogue et deux EcoBoost micro-hybrides de 125 et 155 ch font leur arrivée.
En mars 2022, la carrosserie à 3 portes disparaît du catalogue. Le toit ouvrant, le toit et les rétroviseurs noirs ne sont plus proposés. Certains équipements présents de série deviennent des options, comme les compteurs numériques, le régulateur de vitesse adaptatif et le chargeur à induction.
Dès l'été 2022, Ford France cesse de prendre de nouvelles commandes pour la Fiesta à cause de pénuries d'approvisionnement perturbant la production du véhicule et entrainant un choix de la marque d'allouer les Fiesta produites à d'autres pays.
Fin octobre 2022, Ford révèle que la production de la Fiesta s'arrêtera prématurément, avant l'été 2023.

Ford Fiesta MkVII Phase 2 (depuis 2021)
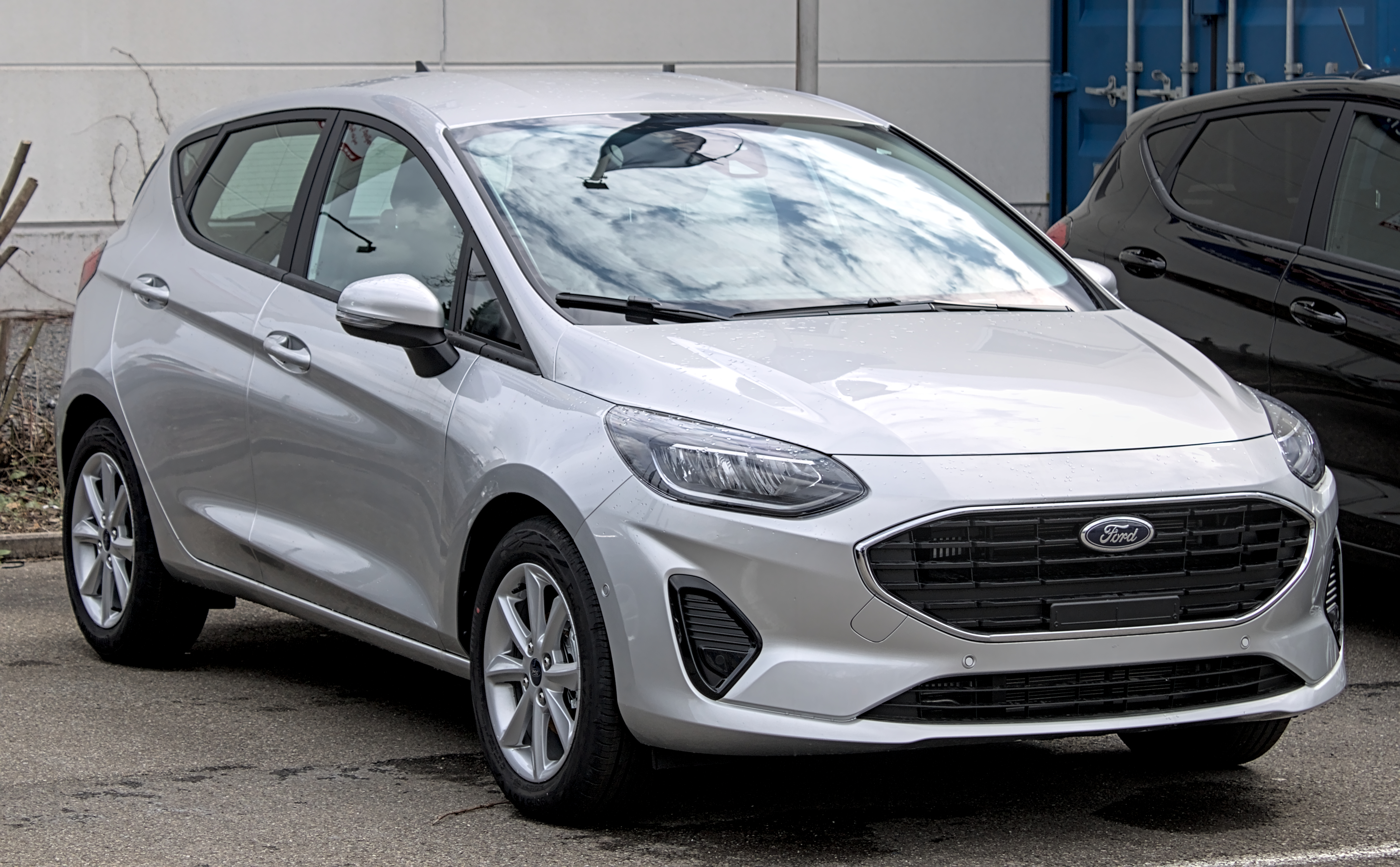
5 portes
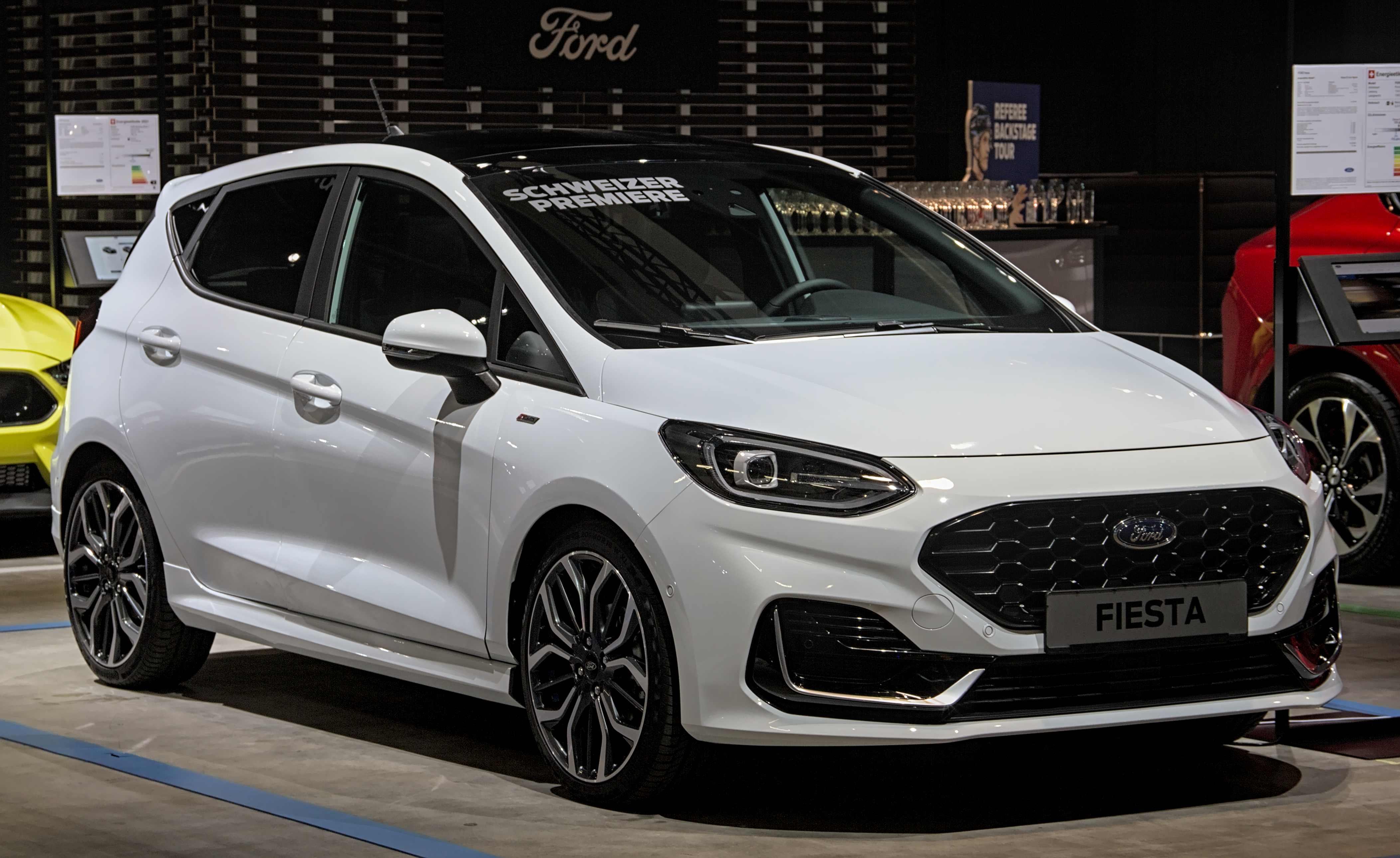
ST Line (avant)
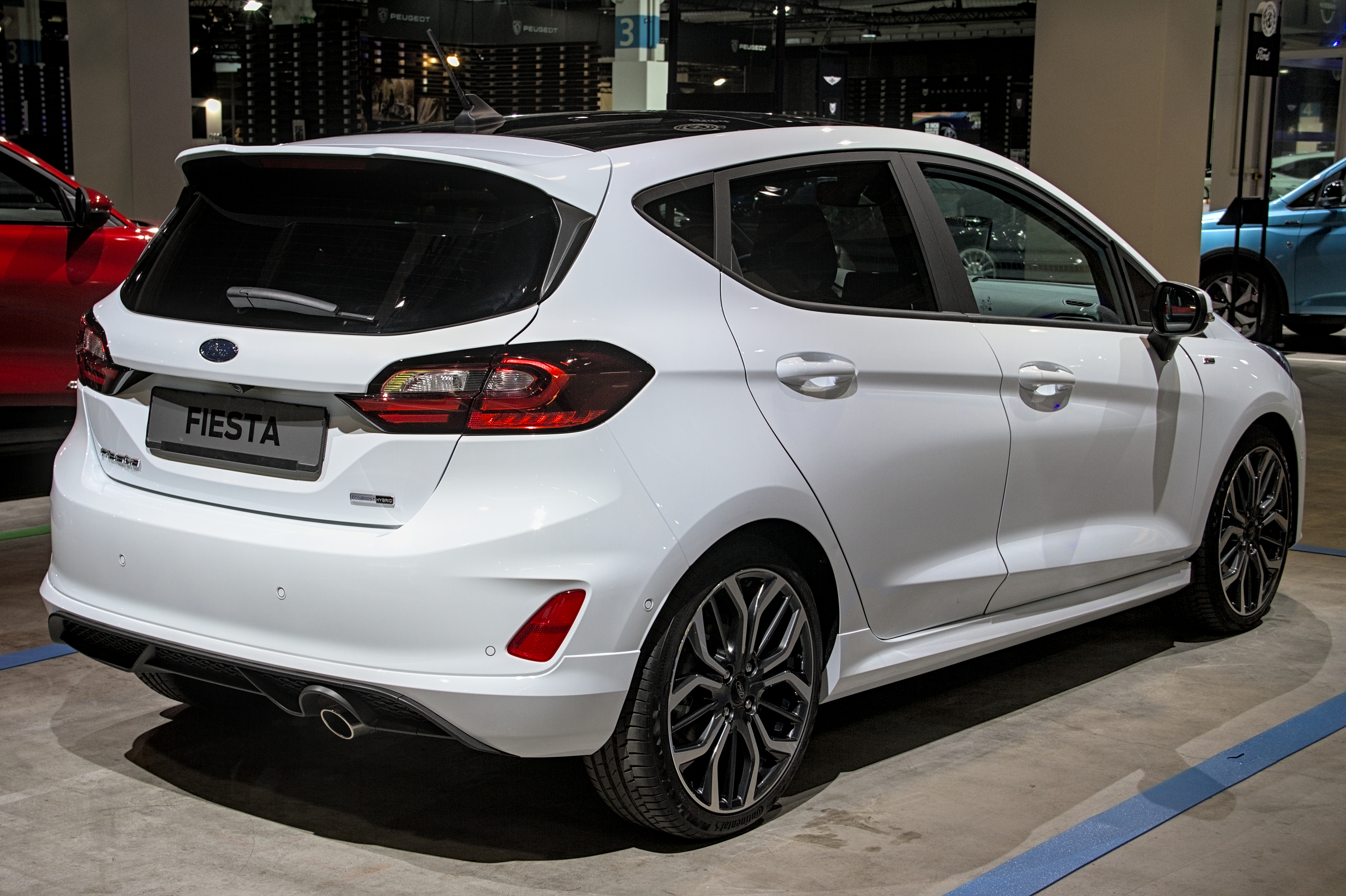
ST Line (arrière)

### Motorisations
Les moteurs 1,0 L Ecoboost de 100, 125 et 155 ch sont déjà connus, ils sont désormais accouplés à une boîte 6 vitesses. D'autre part en entrée de gamme la Fiesta MkVII inaugure un nouveau 3-cylindres atmosphérique de 1,1 litre proposé en 75 ch.
À partir de mars 2022, le moteur 1,5 L Ecoboost n'est plus proposé.
|                                                   | 1,1 L               | 1,1 L               | 1,0 L Ecoboost      | 1,0 L Ecoboost      | 1,0 L Ecoboost         | 1,0 L Ecoboost      | 1,0 L Ecoboost      | 1,0 L Ecoboost      | 1,5 L Ecoboost      | 1,5 L TDCi          | 1,5 L TDCi          |
| ------------------------------------------------- | ------------------- | ------------------- | ------------------- | ------------------- | ---------------------- | ------------------- | ------------------- | ------------------- | ------------------- | ------------------- | ------------------- |
| Moteur                                            | 3-cylindres essence | 3-cylindres essence | 3-cylindres essence | 3-cylindres essence | 3-cylindres essence    | 3-cylindres essence | 3-cylindres essence | 3-cylindres essence | 3-cylindres essence | 4-cylindres diesel  | 4-cylindres diesel  |
| Alimentation                                      | Atmosphérique       | Atmosphérique       | Turbocompressé      | Turbocompressé      | Turbocompressé         | Turbocompressé      | Turbocompressé      | Turbocompressé      | Turbocompressé      | Turbocompressé      | Turbocompressé      |
| Cylindrée (cm3)                                   | 1 084               | 1 084               | 998                 | 998                 | 998                    | 998                 | 998                 | 998                 | 1 497               | 1 499               | 1 499               |
| Puissance maximale ch (kW)                        | 70 (51)             | 85 (63)             | 85 (63)             | 100 (74)            | 100 (74)               | 125 (92)            | 140 (104)           | 155 (114)           | 200 (149)           | 85 (63)             | 120 (88)            |
| au régime de (tr/min)                             |                     |                     |                     | 6 000               | 6 000                  | 6 000               |                     |                     |                     |                     |                     |
| Couple maximal (N m)                              | 110                 | 110                 | 108                 | 170                 | 170                    | 170                 | 180 (210 overboost) | 240                 | 290                 | 215                 | 270                 |
| au régime de (tr/min)                             | 3 500               | 3 500               |                     |                     |                        |                     |                     |                     |                     | 1 750               | 1 750               |
| Boîte de vitesses                                 | Manuelle 5 rapports | Manuelle 5 rapports | Manuelle 6 rapports | Manuelle 6 rapports | Automatique 6 rapports | Manuelle 6 rapports | Manuelle 6 rapports | Manuelle 6 rapports | Manuelle 6 rapports | Manuelle 6 rapports | Manuelle 6 rapports |
| Transmission                                      | Traction            | Traction            | Traction            | Traction            | Traction               | Traction            | Traction            | Traction            | Traction            | Traction            | Traction            |
| Vitesse maximale (km/h)                           | 160                 | 170                 | 170                 | 183                 | 180                    | 195                 | 202                 | 219                 | 232                 | 175                 | 195                 |
| 0-100 km/h (s)                                    | 14,9                | 14,0                | 12,7                | 10,5                | 12,2                   | 9,9                 | 9,0                 | 8,9                 | 6,5                 | 12,5                | 9,0                 |
| Consommation (L/100 km) urbain/extra-urbain/mixte | 6,5/4,3/5,1         | 6,5/4,3/5,1         | 5,8/4,1/4,8         | 5,9/4,4/5,0         | 7,1/4,5/5,5            | 5,8/4,1/4,8         | 6,3/4,5/5,1         | -/-/5,1             | 7,6/5,1/6,0         | 4,1/3,4/3,7         | 4,6/3,7/4,1         |
| Émissions de CO2 (g/km)                           | 112/120             | 110/127             | 113                 | 105/117             | 123/139                | 105/117             | 109/119             | 116                 | 136                 | 95/105              | 104/118             |
| Capacité du réservoir (L)                         | 42                  | 42                  | 42                  | 42                  | 42                     | 42                  | 42                  | 42                  | 42                  | 42                  | 42                  |
| Masse à vide (kg)                                 | 1 130               | 1 130               | 1 159               | 1 163               | 1 206                  | 1 164               | 1 164               | 1 214               | 1 283               | 1 191               | 1 207               |
| Norme environnementale                            | Euro 6d Temp        | Euro 6d Temp        | Euro 6d Temp        | Euro 6d Temp        | Euro 6d Temp           | Euro 6d Temp        | Euro 6d Temp        | Euro 6d Temp        | Euro 6d Temp        | Euro 6d Temp        | Euro 6d Temp        |

## Finitions
Phase 1
- Essential (entrée de gamme)
- Trend
- Cool & Connect
- Titanium
- ST-Line (ambiance sportive)
- ST-Pack (ambiance sportive)
- ST-Plus (ambiance sportive)
- Vignale (haut de gamme)
- Active Pack et Active Plus (ambiance baroudeuse)

Phase 2
- Cool & Connect
- Titanium
- ST-Line (ambiance sportive)
- Active (ambiance baroudeuse)

Deux packs d'option sont disponibles :
- pack X pour ST-Line et Active ;
- pack Vignale (haut de gamme) pour Titanium, ST-Line et Active.

En mars 2022, la gamme est remaniée:
- Titanium Business (cette finition n'est pas réservée aux professionnels)
- ST-Line ou ST-Line X (ambiance sportive)
- Active X (ambiance baroudeuse)

### Fiesta R5

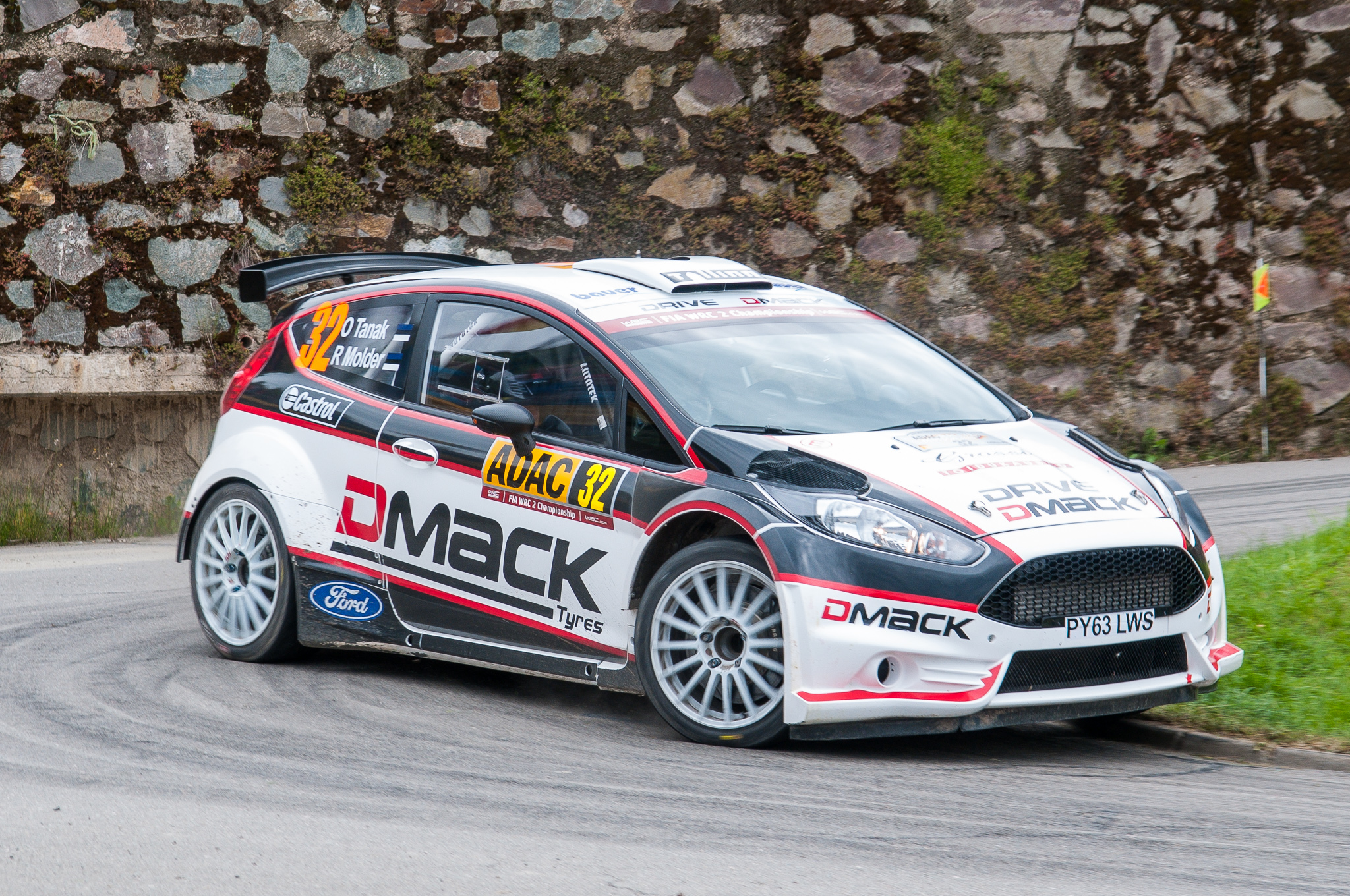
Fiesta R5 pilotée par Ott Tänak lors du Rallye d'Allemagne 2014.

## Modèles sportifs et de compétition

### Fiesta ST
Ford dévoile la variante sportive ST de sa Fiesta au salon de Genève 2017, qui cache sous son capot un inédit bloc 3 cylindres 1,5 litre turbo de 200 ch et reçoit un sélecteur de modes de conduite. Celui-ci délivre un couple de 290 N m. Le 0 à 100 km/h est réalisé en 6,5 s.
En 2022, la version à 3 portes disparaît, mais la Fiesta ST reste proposée en version 5 portes.

#### Fiesta ST Edition
La Ford Fiesta ST Edition est une série limitée à 500 exemplaires, basée sur la ST, qui se différencie par un spoiler avant, un nouveau diffuseur noir brillant à l'arrière, une teinte « bleu azur », des jantes de 18 pouces, et une hauteur de caisse réduite (15 mm à l'avant, 10 mm à l'arrière). À l'intérieur, elle reçoit des surpiqûres bleues sur les cuirs.